# Азиатско-Тихоокеанский регион

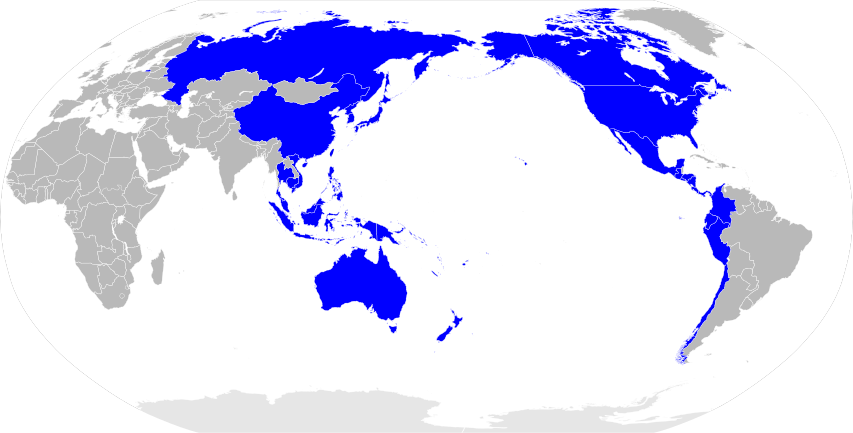
Страны Азиатско-Тихоокеанского региона

Азиа́тско-Тихоокеа́нский регио́н (АТР) — политический и экономический термин, обозначающий регион мира где находятся государства и страны Азии, расположенные по периметру Тихого океана, и в самом океане, то есть островные.

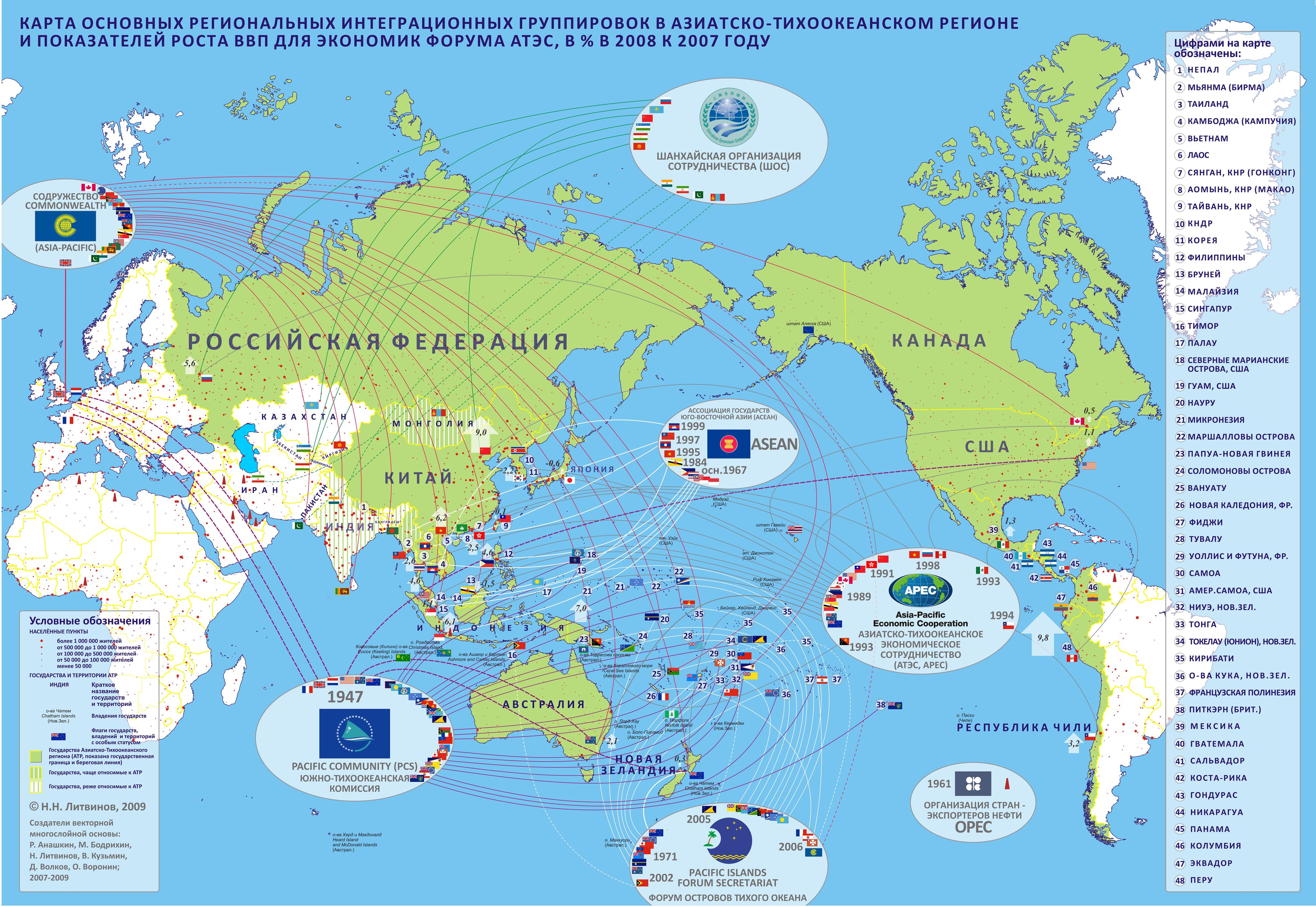
Карта «58 стран Азиатско-Тихоокеанского региона, основные интеграционные группировки и их взаимосвязь» (на 2010 г.).

АТР объединяет 58 государств и стран, иногда к региону относят Непал, Монголию, Союз Мьянма, Индию (эти государства на карте «58 стран Азиатско-Тихоокеанского региона, основные интеграционные группировки и их взаимосвязь» закрашены полосами). На пространстве региона сосредоточены крупнейшие интеграционные группировки, в том числе Азиатско-Тихоокеанское экономическое сотрудничество (АТЭС), Ассоциация государств Юго-Восточной Азии (АСЕАН), Шанхайская организация сотрудничества (ШОС) и участники крупных организаций: Содружество Независимых Государств (СНГ), Евразийский экономический союз (ЕАЭС), Организация экономического сотрудничества и развития (ОЭСР), БРИКС, G-20, G-7, E-7. Они тесно взаимосвязаны между собой, широко диверсифицированы (Содружество наций) или специализированы (ОПЕК).
Крупнейшими городами региона являются Шанхай, Джакарта, Гонконг, Сингапур, Куала-Лумпур, Тайбэй, Сеул, Токио, Лос-Анджелес, Сидней, Мельбурн, Сан-Франциско, Сиэтл, Ванкувер и Владивосток. Штаб-квартиры многих межгосударственных и негосударственных организаций Азиатско-Тихоокеанского региона расположены в Гонолулу (Гавайи).
В регионе представлено большое разнообразие экономик и ресурсов: динамично развивающиеся Гонконг, Тайвань и Сингапур, высокие технологии Японии, Кореи, Тайваня и запада США, природные ресурсы Австралии, Канады, Филиппин и российского Дальнего Востока, людские ресурсы Китая и Индонезии, высокая сельскохозяйственная производительность Чили, Новой Зеландии, Филиппин и США.
Многие экономисты полагают, что с постепенным угасанием старых индустриальных центров в Европе и на востоке США центр мировой экономической активности может переместиться в Азиатско-Тихоокеанский регион.

## География АТР
Укрупнёно в АТР выделяют четыре надрайона или подсистемы: океанская, азиатская (Россия, Восточная Азия, Юго-Восточная Азия, иногда Южная Азия), североамериканская и южноамериканская.

## Международные отношения
Развитие права, норм и механизмов регулирования международных отношений в АТР, как и в других регионах мира, связано с такими организациями как: Ассоциация государств Юго-Восточной Азии (АСЕАН), Азиатско-Тихоокеанское экономическое сотрудничество (АТЭС), Региональный форум АСЕАН (РФА) (Regional ASEAN forum (ARF)), Шанхайская организация сотрудничества (ШОС) и др.. Велика их роль в создании прав и норм для либерализации экономического сотрудничества, экономической интеграции, внедрения демократических форм межгосударственного общения, обеспечения безопасности. Особенное внимание уделяется созданию организационных и правовых основ противодействия терроризму.
Другими значимыми игроками в АТР являются:
- Восточноазиатский саммит (East Asia Summit, EAS);
- Восточноазиатское Сообщество (ВАС, East Asian Community, 16 стран-участниц);
- Институт экономических исследований АСЕАН и Восточной Азии (Economic Research Institute for ASEAN and East Asia);
- Азиатский диалог по сотрудничеству/кооперации (ДСА, Asian Cooperation Dialogue, ACD); ключевые темы: сельское хозяйство, образование, энергетика, финансовое сотрудничество, туризм и дорожная безопасность.);
- Совет по тихоокеанскому экономическому сотрудничеству (СТЭС, Pacific Economic Cooperation Council, PECC);
- Тихоокеанский экономический совет (ТЭС, Pacific Basin Economic Council, PBEC);
- Тихоокеанская конференция по торговле и развитию (ПАФТАД, The Pacific Trade and Development Conference, PAFTAD);
- Азиатско-Тихоокеанский Парламентский форум (АТПФ, The Asia-Pacific Parliamentary Forum, APPF);
- Организация стран-экспортёров нефти (ОПЕК, The Organization of the Petroleum Exporting Countries, OPEC); *Содружество Наций (Commonwealth of Nations, союз бывших британских колоний, который объединяет 53 страны);
- «План Коломбо» (Colombo Plan) по совместному экономическому и социальному развитию в Азии и Тихом океане;
- Совещание по взаимодействию и мерам доверия в Азии (СВМДА, Conference on Interaction and Confidence-Building Measures in Asia, CICA);
- Азиатско-Тихоокеанский совет сотрудничества по безопасности (АТССБ, Council for Security Cooperation in the Asia Pacific, CSCAP);
- Диалог по сотрудничеству в Северо-Восточной Азии (НЕАКД, North-East Asia Cooperation Dialogue, NEACD);
- Комиссия для стран южной части Тихого океана (КЮТО, Pacific Community Secretariat, SPC);
- Форум островов Тихого океана (ФОТО, ранее Южно-Тихоокеанский форум, ЮТФ, Pacific Islands Forum Secretariat, PIFS);
- Ассоциация регионального сотрудничества Южной Азии (CAAPK, South Asian Association for Regional Cooperation, SAARC);
- Азиатская организация по вопросам производительности (АОП, Asian Productivity Organization[5], APO));
- Азиатский банк инфраструктурных инвестиций (АБИИ, Asian Infrastructure Investment Bank, AIIB);
- Азиатский банк развития (АБР, Asian Development Bank, ADB);
- Азиатский клиринговый союз (АКС, Asian Clearing Union[6]; валютный союз семи стран);
- Азиатско-Тихоокеанская лига за свободу и демократию (APLFD);
- другие блоки (например, Free association with New Zealand), в том числе по безопасности.

## Россия и АТР
Президент Российской Федерации — России В. В. Путин на саммите АТЭС-2012 в городе Владивосток обозначил планы и перспективы участия России в АТР.
Важно отметить ведущую роль России в международной интеграции государств и стран Азиатско-Тихоокеанского региона. Помимо членства в АТЭС, Российская Федерация представлена в следующих группировках: Шанхайская организация сотрудничества (ШОС, Shanghai Cooperation Organisation, SCO); группировка БРИКС (BRICS, также рассматривают клуб RIC); Евразийское экономическое сообщество (ЕврАзЭС) или Евразийский экономический совет; Содружество Независимых Государств (СНГ); Организация экономического сотрудничества и развития (ОЭСР, Organization Economic Cooperation and Development, OECD, под эгидой ОЭСР сформировалась «Большая семёрка», G7, затем «Большая восьмёрка», G8); Большая двадцатка (Group of Twenty); «Семёрка развивающихся стран»; Первый трёхсторонний форум Северо-Восточной Азии; Проект «Газовый ОПЕК» и другие.

## Экономика АТР
Азиатско-Тихоокеанский регион имеет для всего мира стратегическое значение. Именно здесь разворачивается главная конкурентная борьба крупнейших ТНК. На двадцать одну национальную экономику Азиатско-Тихоокеанского экономического сотрудничества (АТЭС), наиболее крупного международного экономического союза, приходится 57 % актов международной торговли и 16 трлн долл. США совокупного ВВП. До 2030 г. ожидается рост ВВП в АТР до 70 %. Крупнейшими импортёрами и экспортёрами высоких технологий являются развивающиеся страны. Экономика этих стран, не случайно называемых азиатскими «тиграми» или «драконами», развивается быстрыми темпами и выходит по экономическим показателям на лидирующие позиции в мире. Реализуются крупные проекты в таких отраслях, как тяжёлая промышленность, электроника, биоинженерия, металлургия, транспорт, машиностроение, энергетика. В настоящее время объём производимой в АТР промышленной продукции, в том числе авиакосмического назначения, постоянно увеличивается. Зарубежные корпорации продолжают открывать представительства и размещать мощности в странах, которые считаются низкозатратными (Low Cost Country). Центр тяжести мировой экономики, по мнению аналитиков (Например, ВТБ, Агентство Синьхуа, Associated Press, Ведомости и др.), перемещается с Запада на Восток, удельный вес стран Азии (и в первую очередь КНР) в мировом производстве возрастает. Темпы прироста экономических показателей этого наиболее динамично развивающегося региона ежегодно оцениваются в более чем 5 %. Многие международные компании объявили этот рынок приоритетным направлением. UTС: «Китай — важнейший рынок для United Technologies». Lufthansa German Aircraft: «Азия — наиболее важный рынок будущего для бизнеса и привлекательное направление для туризма. Спрос на азиатском рынке снова растёт». Руководство EADS: «регион АТР является не просто рынком. Страны региона сами становятся важнейшими игроками в области авиакосмической промышленности».

## Список государств и стран
Ниже приводится список государств и стран, традиционно включаемых в Азиатско-Тихоокеанский регион.
| - Австралия - Бруней - Вануату - Восточный Тимор - Вьетнам - Гватемала - Гондурас - Гонконг - Гватемала - Индонезия - Камбоджа - Канада | - Кирибати - КНДР - Китай - Колумбия - Коста-Рика - Макао - Малайзия - Маршалловы Острова - Мексика - Микронезия - Науру - Никарагуа | - Новая Зеландия - Палау - Панама - Папуа — Новая Гвинея - Перу - Россия - Китайская Республика - Республика Корея - Сальвадор - Самоа - Сингапур | - Соломоновы Острова - Таиланд - Тонга - Тувалу - США - Фиджи - Филиппины - Французская Полинезия - Чили - Эквадор - Япония |

Государства и страны, чаще относимые к АТР:
- Мьянма
- Монголия
- Непал

Государства и страны, реже относимые к АТР (национальные географы считают Индийский океан частью Тихого океана):
- Индия
- Бутан
- Шри-Ланка
- Бангладеш
- Пакистан